# 豊田裕
豊田 裕（とよだ ゆたか、1935年（昭和10年）3月8日 - 2021年（令和3年）5月28日）は、日本の研究者・教育者。帯広畜産大学名誉教授。栃木県芳賀郡二宮町出身。

## 略歴
1953年栃木県立真岡高等学校、1957年東京大学農学部畜産学科を卒業、1962年同大学院生物系研究科（現・理学系研究科）博士課程を修了（農学博士）。同年東北大学農学部助手（家畜繁殖学講座・竹内三郎教授）。1967年～1968年米国・ウースター実験生物学研究所に留学し、M.C.チャンの指導を受ける。1968年北里大学畜産学部助教授、1971年教授、1987年東京大学医科学研究所教授、1995年定年退職、帯広畜産大学原虫病分子免疫研究センター教授、1998年名誉教授。
研究者として、日本における繁殖生理学、生殖工学、発生工学の礎を築く。哺乳動物における体外受精研究に関する多くの論文を執筆し、体外受精技術の発展に功績を残している。また、TYH（豊田、横山（横山峯介）、星(星冬四郎)）と呼ばれる体外受精培地を開発し、広く用いられている。
豊田が開設した北里大学獣医畜産学部（現在は獣医学部）・家畜育種繁殖学研究室の出身者が中心となり、1990年に動物生殖工学研究会（Society of Animal Reproductive Biotechnology：SARB）を設立した。同研究会は、毎年12月の第一土曜日に、北里大学・白金キャンパスの会議室で開催されており、発足時の趣旨である「各人が仕事の現場で抱えている問題を参加者に投げかけ、多方面なアドバイスを受けてそれを解決する」という方針で、各界で活躍する生殖工学の専門家から実践的な解決策を得る場を提供している。
動物生殖工学研究会が主催し、豊田裕先生の追悼シンポジウム(2023年5月27日)が、宇都宮大学の峰ケ丘講堂で開催された。

## 受賞
- 1971年（昭和46年）4月 - 家畜繁殖研究会島村賞（現在の日本繁殖生物学会学術賞）
- 1999年（平成11年）4月 - 西川畜産奨学財団賞（現在の日本畜産学会功労賞）
- 2002年（平成14年）3月 - 日本獣医学会越智賞
- 2009年（平成21年）5月 - 日本実験動物学会功労賞